# Sarton (cràter)

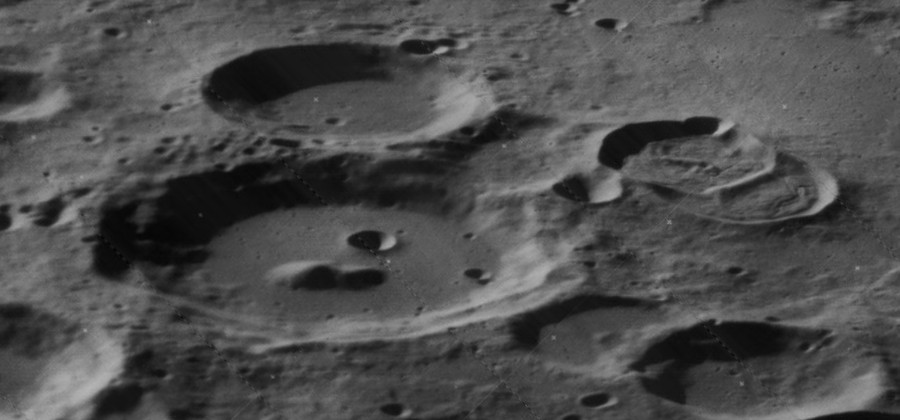
Imatge obliqua de la missió Lunar Orbiter 5, amb Sarton a baix a l'esquerra i Weber a dalt a l'esquerra, i Sarton I i Z a la dreta, mirant a l'oest.

Sarton és un cràter d'impacte que jeu més enllà del terminador nord-oest de la Lluna, en la cara oculta des de la Terra. Es troba al sud-oest del cràter Coulomb, al nord de la plana emmurallada de Landau. Molt proper pel nord-oest es troba el més petit cràter Weber.

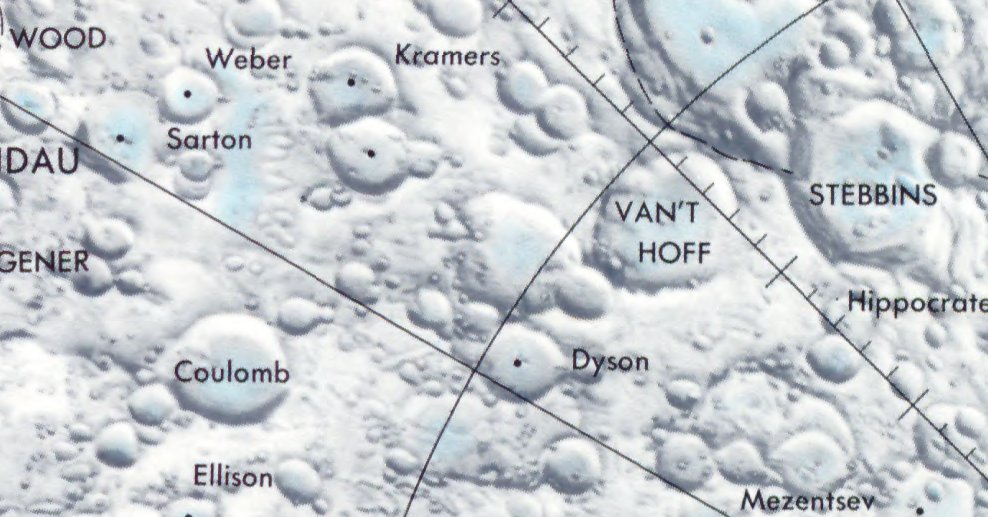
Localització de Sarton. (Quadrant superior esquerre de la imatge)

Encara que més o menys circular, la seva forma és una mica estranya, i apareix lleugerament allargada cap al sud. Les vores exteriors occidental i oriental estan lleugerament deformades, donant el cràter una aparença lleugerament hexagonal. La paret interior és més àmplia en els sectors sud i sud-est que en el nord. El cràter està desgastat, i el seu perfil ha perdut part de la seva definició. El sòl interior apareix gairebé anivellat, amb l'excepció d'una doble elevació central. Cap al nord-oest d'aquesta cresta es localitza un petit cràter amb forma de copa.
Sarton es troba dins de la Conca Coulomb-Sarton, una depressió de 530 km d'amplària generada per un impacte del Període Prenectarià. Els cràters Sarton Y i Sarton Z estan més propers al centre de la conca.

## Cràters satèl·lit
Per convenció aquests elements s'identifiquen en els mapes lunars col·locant la lletra en el costat del punt central del cràter més proper a Sarton.
|        | \| Sarton \| Coordenades \| Diàmetre \| \| ------ \| -------------------------------------- \| -------- \| \| L \| 47° 00′ N, 120° 00′ O / 47.0°N,120.0°O \| 48 km \| \| Y \| 51° 30′ N, 121° 18′ O / 51.5°N,121.3°O \| 26 km \| \| Z \| 51° 36′ N, 120° 36′ O / 51.6°N,120.6°O \| 29 km \| |          |
| Sarton | Coordenades | Diàmetre |
| L      | 47° 00′ N, 120° 00′ O / 47.0°N,120.0°O | 48 km    |
| Y      | 51° 30′ N, 121° 18′ O / 51.5°N,121.3°O | 26 km    |
| Z      | 51° 36′ N, 120° 36′ O / 51.6°N,120.6°O | 29 km    |